# Lista de presidentes da Associação Portuguesa de Desportos
Aqui segue uma lista com todos os presidentes da história da Associação Portuguesa de Desportos.

## Presidentes
| Presidente                         | Período                 | Destaques |
| Eugênio Augusto Torres de Lima     | 14/08/1920 - 21/12/1921 | - Após a fusão de 5 clubes paulistanos de origem portuguesa (Luzíadas Futebol Club, Associação 5 de Outubro, Esporte Club Lusitano, Associação Atlética Marquês de Pombal e Portugal Marinhense) foi fundada a Associação Portuguesa de Esportes, no dia 14 de agosto de 1920. - Nomeado 1º Presidente da história da Associação Portuguesa de Esportes. - Devido ao fato de não ter conseguido se inscrever à Associação Paulista de Esportes Atléticos a tempo para disputar o Campeonato Paulista de 1920 por ter atrasado o envio do ofício à entidade, a Portuguesa resolveu fazer uma parceria com a Associação Atlética Mackenzie College, um clube que já disputava o Campeonato Paulista desde 1902, para poder disputar o campeonato ainda naquele ano. |
| Manuel Augusto Marques             | 22/12/1921 - 07/01/1923 | |
| Ventura dos Santos Azevedo         | 08/01/1923 - 08/02/1925 | Em 1923, a Portuguesa se desliga do Mackenzie College e volta a ter a denominação Associação Portuguesa de Esportes nos campeonatos. |
| Manoel Gomes Camacho               | 09/02/1925 - 07/07/1925 | |
| Ventura dos Santos Azevedo         | 23/07/1925 - 07/03/1927 | |
| Carlos de Castro                   | 05/03/1927 - 26/02/1928 | |
| Jorge dos Santos Caldeira          | 27/02/1928 - 10/02/1929 | |
| Carlos de Castro                   | 28/02/1929 - 26/02/1930 | |
| Ênnio Juvenal Alves                | 27/02/1930 - 27/11/1930 | |
| Antônio R. Samarão                 | 28/11/1930 - 11/03/1931 | |
| Antônio da Silva Parada            | 12/03/1931 - 03/03/1932 | |
| Isidro Pedro dos Santos Costa      | 04/03/1932 - 03/04/1933 | |
| Manuel Dantas Mendes Cruz          | 04/04/1933 - 28/01/1935 | |
| António Pereira Inácio             | 29/01/1935 - 07/05/1935 | |
| José Coimbra dos Santos            | 08/05/1935 - 09/09/1938 | - Campeão paulista de 1935. - Campeão paulista de 1936. - Após ter sido campeã paulista de 1936, a Portuguesa passou a ter o direito de participar do Campeonato Brasileiro de Futebol de 1937, ou originalmente como Torneio dos Campeões, terminando essa competição na 4ª colocação no quadrangular final. |
| Jorge dos Santos Caldeira          | 10/09/1938 - 13/11/1939 | |
| Manoel de Carvalho                 | 14/11/1939 - 11/02/1941 | A Associação Portuguesa de Esportes muda o seu nome para Associação Portuguesa de Desportos. |
| Jorge dos Santos Caldeira          | 12/02/1941 - 21/12/1941 | |
| Domingos Robson Marinho            | 19/01/1942 - 03/11/1942 | |
| Eduardo Augusto Bastos             | 04/11/1942 - 23/01/1944 | |
| Aurélio Alves de Moura             | 24/01/1944 - 04/02/1945 | |
| Miguel Franchini Netto             | 05/02/1945 - 17/01/1947 | |
| João Ramalho                       | 18/01/1947 - 24/01/1949 | |
| Oswaldo do Valle Cordeiro          | 21/01/1949 - 30/01/1951 | |
| Mário Augusto Isaias               | 31/01/1951 - 23/03/1954 | - Campeão do Torneio Rio-São Paulo de 1952. - Recebimento da Fita Azul de 1951 após uma excursão à Turquia, à Espanha e à Suécia com 12 partidas invicto. - Recebimento da Fita Azul de 1953 após uma excursão ao Peru, à Colômbia e ao Equador com 10 partidas invicto. |
| Luiz Portes Monteiro               | 24/03/1954 - 02/02/1962 | - Recebimento da Fita Azul de 1954, após uma excursão à Europa com 19 partidas invicto. - No dia 17 de setembro de 1954, a Portuguesa foi agraciada pela Ordem Militar de Cristo. - Campeão do Torneio Rio-São Paulo de 1955. - A Portuguesa compra um terreno no distrito do Pari do São Paulo Futebol Clube por aproximadamente entre 31 e 35 milhões de cruzeiros na época, que seria o terreno do atual Estádio do Canindé. No mesmo ano foram levantados alambarados e uma arquibancada de madeira, o estádio tinha o apelido de "Ilha da Madeira". |
| Mário Augusto Isaias               | 09/02/1966 - 13/03/1968 | |
| Manuel Marques Mendes Gregório     | 14/03/1968 - 24/02/1970 | |
| Oswaldo Teixeira Duarte            | 25/02/1970 - 28/02/1980 | - Remodelação do Estádio do Canindé, agora com arquibancadas de concreto, sendo o mesmo passando a ser batizado de Estádio Independência, mas posteriormente rebatizado como Estádio Doutor Oswaldo Teixeira Duarte. - Conquista da Taça São Paulo de 1973. - Campeão paulista de 1973, sendo esse título dividido com o Santos Futebol Clube devido ao erro na contagem nas cobranças de pênaltis pelo arbitro Armando Marques na final do campeonato. - Conquista da Taça Governador do Estado de São Paulo de 1976. |
| Manuel Marques Mendes Gregório     | 29/02/1980 - 28/02/1982 | |
| Raul dos Santos Geraldes Rodrigues | 28/02/1982 - 28/02/1984 | |
| Oswaldo Teixeira Duarte            | 01/03/1984 - 28/02/1988 | No dia 23 de Abril de 1987, a Portuguesa se tornou membra honorária da Ordem do Infante D. Henrique. |
| Joaquim Alves Heleno               | 01/03/1988 - 28/02/1990 | |
| Arnaldo Faria de Sá                | 01/03/1990 - 31/12/1993 | |
| Manuel Gonçalves Pacheco           | 01/01/1994 - 12/03/1998 | Vice-campeão brasileiro de 1996. |
| Almicar Casado                     | 13/03/1998 - 31/12/2001 | |
| Joaquim Alves Heleno               | 01/01/2002 - 31/12/2004 | Rebaixamento para o Campeonato Brasileiro da Série B de 2003. |
| Manuel da Conceição Ferreira       | 01/01/2005 - 31/12/2013 | - Rebaixamento para o Campeonato Paulista da Série A2 de 2007. - Promoção para o Campeonato Paulista da Série A1 de 2008 e campeão do Campeonato Paulista da Série A2 de 2007. - Promoção para o Campeonato Brasileiro da Série A de 2008. - Rebaixamento para o Campeonato Brasileiro da Série B de 2009. - Promoção para o Campeonato Brasileiro da Série A de 2012 e campeão do Campeonato Brasileiro da Série B de 2011 com o famoso time da "Barcelusa" devido a forma de jogo ofensiva do time na época que lembrava a do Barcelona de Pep Guardiola. - Rebaixamento para o Campeonato Paulista da Série A2 de 2013. - Promoção para o Campeonato Paulista da Série A1 de 2014 e campeão do Campeonato Paulista da Série A2 de 2013. - Rebaixamento para o Campeonato Brasileiro da Série B de 2014 (o clube originalmente era para ter ficado na 12ª colocação no Campeonato Brasileiro da Série A de 2013, mas devido a escalação irregular do meio-campista Héverton no segundo tempo da última rodada contra o Grêmio, o clube foi julgado em primeira instância pelo STJD e foram lhe retirados 4 pontos, derrubando-o para a 17ª colocação, sendo assim rebaixado). |
| Ilídio Lico                        | 01/01/2014 - 20/03/2015 | - No jogo de estréia do Campeonato Brasileiro da Série B de 2014 contra o Joinville na Arena Joinville, por ordem judicial, o jogo foi paralisado pelo delegado da partida no primeiro tempo devido a uma liminar obtida por um torcedor na 3ª Vara Cível do Foro Regional da Penha que reverteria a decisão da retirada dos 4 pontos no Campeonato Brasileiro da Série A de 2013 devido a escalação irregular do meio-campista Héverton e devolveria a Portuguesa para a Série A de 2014, então imediatamente os jogadores e a comissão técnica da Portuguesa se retiraram de campo e foram diretamente aos vestiários, depois de 30 minutos da paralisação, o árbitro da partida encerrou o jogo. Mas dias depois a CBF conseguiu derrubar a liminar e devolve a Portuguesa para a Série B. E além disso, em um julgamento no STJD em relação ao jogo da 1ª rodada que foi abandonado, foi atribuída a vitória de 3-0 para o Joinville e uma multa de 50.000 reais a Portuguesa por deixar o campo no meio da partida. - Rebaixamento para o Campeonato Brasileiro da Série C de 2015.                                                                                        |
| Jorge Manuel Marques Gonçalves     | 21/03/2015 - 30/03/2016 | Rebaixamento para o Campeonato Paulista da Série A2 de 2016. |
| José Luiz Ferreira de Almeida      | 29/04/2016 - 12/10/2016 | Rebaixamento para o Campeonato Brasileiro da Série D de 2017. |
| Leandro Teixeira Duarte            | 12/10/2016 - 31/12/2016 | |
| Alexandre Azevedo Barros           | 01/01/2017 - 31/12/2019 | - Em 2017, após ser eliminada na fase de grupos do Campeonato Brasileiro da Série D e também se eliminada nas semifinais pela Ferroviária na Copa Paulista, a Portuguesa para o ano de 2018 fica sem divisão nacional pela primeira vez em sua história. - Em 2018, a Portuguesa demoliu o parque aquático que tinha dentro de seu clube com justificativa que o espaço oferecia riscos de acidentes aos seus funcionários, sócios e frequentadores, além disso a piscina apresentava vazamentos e as ao seu redor corriam risco de desabamento. |
| Antônio Carlos Castanheira         | 01/01/2020 - Presente   | - No dia 14 de agosto de 2020, a Portuguesa completou 100 anos desde a sua fundação. - Campeão da Copa Paulista de 2020 e após o título o clube teve de escolher duas opções entre disputar a Copa do Brasil ou o Campeonato Brasileiro da Série D, então a Portuguesa decidiu escolher a Série D. - Clube é eliminado da segunda fase do Campeonato Brasileiro da Série D de 2021 pelo Caxias nos pênaltis e fica novamente sem divisão nacional para o ano de 2022. - Promoção para o Campeonato Paulista da Série A1 de 2023 em uma vitória nos agregados da semifinal sobre o Rio Claro após 7 anos seguidos na 2ª divisão do estadual e campeão do Campeonato Paulista da Série A2 de 2022. - No Campeonato Paulista da Série A1 de 2023, com uma vitória de virada por 2 a 1 em cima do Mirassol com o goleiro Thomazella fazendo defesas muito importantes, sendo esse mesmo jogo apelidado de "Milagre de Mirassol", e também com a ocorrência de combinação resultados bastante improváveis, a Portuguesa conseguiu se salvar do rebaixamento com diferença de apenas um nos saldos de gols para o São Bento, o primeiro time na zona de rebaixamento.                 |